# برجا الدار البيضاء
برجا الدار البيضاء التوأمين (بالإنجليزية: Twin Center)‏ هما ناطحتا سحاب في مدينة الدار البيضاء . يتكون كلا البرجين، البرج الشرقي والبرج الغربي من 28 طابقا.ضض الزلازل ويضم المركز مجموعة من المحلات التجارية والمكاتب وفندق 5 نجوم، ويقع في حي المعاريف بقلب مدينة الدار البيضاء، في مفترق شارع الزرقطوني وشارع المسيرة الخضرا.

## المواصفات
- طول البرجين: 115 مترا لكل منهما .
- مساحة الأرضية: 93٬000 متر مربع .
أكتمل البناء سنة 1999؛ مهندسه المعماري هو الكاتالوني ريكاردو بوفيل.

## وصلات خارجية
- جريدة الشرق الأوسط - بناء الأبراج بالدار البيضاء